# Caldes de Boí
Caldes de Boí és un santuari amb un balneari i una caseria annexa de la comarca de l'Alta Ribagorça, construïda al voltant del balneari, al municipi de la Vall de Boí, dins de l'antic terme de Barruera. Està situat a 1.470 metres d'altitud, a la dreta de la Noguera de Tor. L'any 2006 tenia 3 habitants, tot i que la presència de dos hotels i un centre termal fa que habitualment hi habitin més persones, tot i que no de forma permanent.
Les nombroses fonts que hi ha a la contrada, amb aigües mineromedicinals, li han donat nom. Destaca la font del Bou, que és la més coneguda perquè la seva aigua s'embotella i es comercialitza. També hi ha altres fonts, com la font de la Tartera, que es fa servir com a aigua medicinal, i la font de Santa Llúcia, l'aigua de la qual es fa servir per a curar els ulls. Caldes de Boí es troba al quilòmetre 20 de la carretera L-500, 8,5 quilòmetres al nord de Barruera, el cap del municipi.
El santuari, situat a l'extrem nord de la caseria, està dedicat a la Mare de Déu, i és majoritàriament d'època moderna, malgrat estar documentada des de l'edat mitjana.

## Etimologia

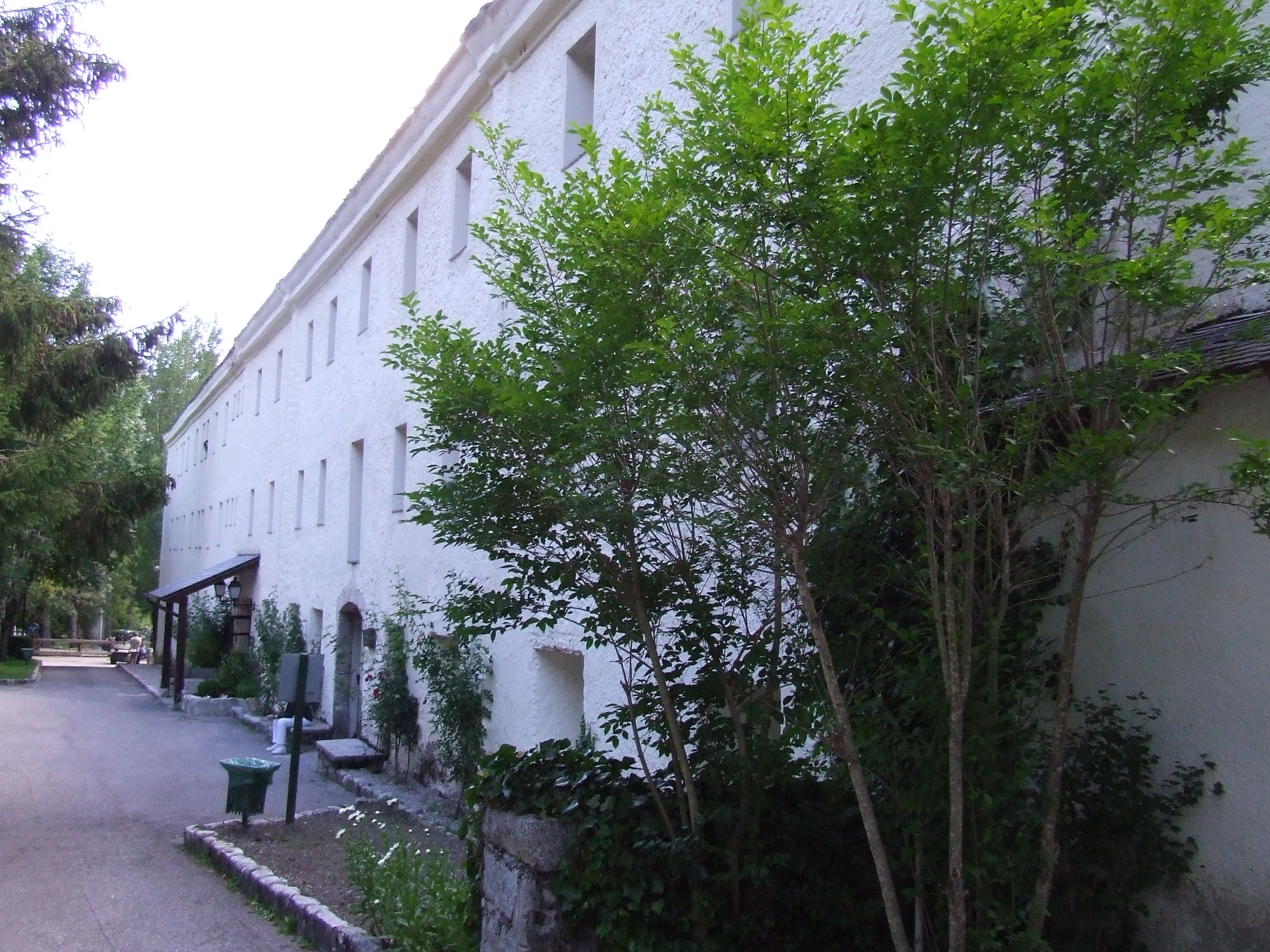
Hotel balneari de Caldes de Boí

Les aigües calentes de la vall de les vacades, seria la interpretació del topònim Caldes de Boí. La primera part del topònim coincideix amb les altres poblacions catalanes amb establiments balnearis: Caldes d'Estrac (Caldetes), Caldes de Malavella, Caldes de Montbui… La segona, com ha quedat exposat a l'article de Boí, amb Montbui.

## Història
Durant l'època romana hi havia unes termes d'alta muntanya on els pelegrins s'aturaven a prendre les aigües. Més tard, cap a l'edat mitjana, s'hi va bastir la capella de la Mare de Déu de Caldes. Al segle xviii es van edificar les dependències del santuari.
El 1011 consta una donació dels Erill a l'abat de Nostra Senyora de Caldes de Boí.
Fou un centre de beneficència del bisbat d'Urgell, administrat per la Consòrcia i Junta de Sant Roc de Boí, formada pels veïns de la Vall de Boí i del batlliu de Sas. La Diputació Provincial de Lleida se'n feu càrrec el 1835, i després passà a l'estat. El 1895 fou venut el balneari, on s'han desenvolupat els centres que hi ha actualment en aquell lloc.
Pascual Madoz parla extensament de Caldes de Boí en el seu "Diccionario geográfico" del 1849. Diu que és un santuari i establiment de banys situat a la dreta del riu Noguera de Tor, amb un temple dedicat a la Mare de Déu, patrona del santuari. Hi ha quatre ermitans i un sagristà, a més del rector, al servei del santuari.
Al costat del santuari hi havia un edifici espaiós, amb quatre cuines i 130 llits; hi ha personal empleat per al servei de l'hostatgeria del santuari, on alguns serveis són gratuïts (banys, cambres, llits, serveis de taula i vaixella, cuina i llenya). L'article és molt detallat, i hom pot fer-se idea de com era un balneari a mitjan segle xix.
El 1907 va ser un dels llocs per on va passar la Missió arqueològico-jurídica a la ratlla d'Aragó, organitzada per l'IEC amb la missió de protegir el patrimoni artístic català. L'equip estava format per Josep Puig i Cadafalch, Guillem Marià Brocà, Josep Gudiol, Josep M.Goday i Adolf Mas.
A finals de la dècada del 1950, quan hi va arribar la carretera, es va construir un edifici per a embotellar l'aigua, la qual es transportava amb camions cap a Lleida o Barcelona per a vendre-la. Aquesta planta va durar fins a la dècada del 1980, en què se'n va construir una de nova i més gran al costat de la carretera. L'antiga planta embotelladora va esdevenir la sala de festes del balneari.